# イタリアの州旗一覧
イタリアの州旗一覧(イタリアのしゅうきいちらん)は、イタリアの20州(その内5州が特別自治州)の旗一覧である。

アブルッツォ州の州旗
ヴァッレ・ダオスタ州の州旗
バジリカータ州の州旗
カラブリア州の州旗
カンパニア州の州旗
ラツィオ州の州旗
リグーリア州の州旗
ロンバルディア州の州旗
マルケ州の州旗
モリーゼ州の州旗
ピエモンテ州の州旗
サルデーニャ州の州旗
シチリア州の州旗
トレンティーノ＝アルト・アディジェ州の州旗
トスカーナ州の州旗
ウンブリア州の州旗
ヴェネト州の州旗